# Goodweave

Goodweave-Siegel

Goodweave (eigene Schreibung GoodWeave, von englisch good „gut“, weave „weben“) ist ein Gütesiegel für Teppiche, das belegen soll, dass die  Herstellung nicht mit Kinderarbeit erfolgte. Das Siegel wird durch die Organisation GoodWeave International für entsprechende Teppiche aus Nepal und Indien vergeben.

## Geschichte und Zielsetzung
Die Entstehung des Siegels geht zurück auf den Kampf von Nichtregierungsorganisationen wie Brot für die Welt, Misereor, terre des hommes, Unicef und engagierten Teppichfirmen gegen ausbeuterische Kinderarbeit. GoodWeave International engagiert sich seit 1995 für die Abschaffung von illegaler Kinderarbeit in der Teppichproduktion.
Mit dem Zertifizierungs- und Inspektionsverfahren der Organisation soll Kinderarbeit in der Teppichindustrie beendet, Kindern eine gute Schulbildung und erwachsenen Knüpfern menschenwürdige Arbeitsbedingungen ermöglicht werden.
Hersteller und Händler, die als Lizenznehmer das GoodWeave-Siegel erhalten, verpflichten sich vertraglich, ihre Teppiche ohne Kinderarbeit herzustellen und die weiteren entsprechenden Standards einzuhalten. Dies wird regelmäßig vor Ort von unabhängigen Inspektoren kontrolliert. Jedes Siegel trägt einen Code, durch den die Herkunft des Teppichs zurückverfolgt werden kann.